# Status di Gerusalemme

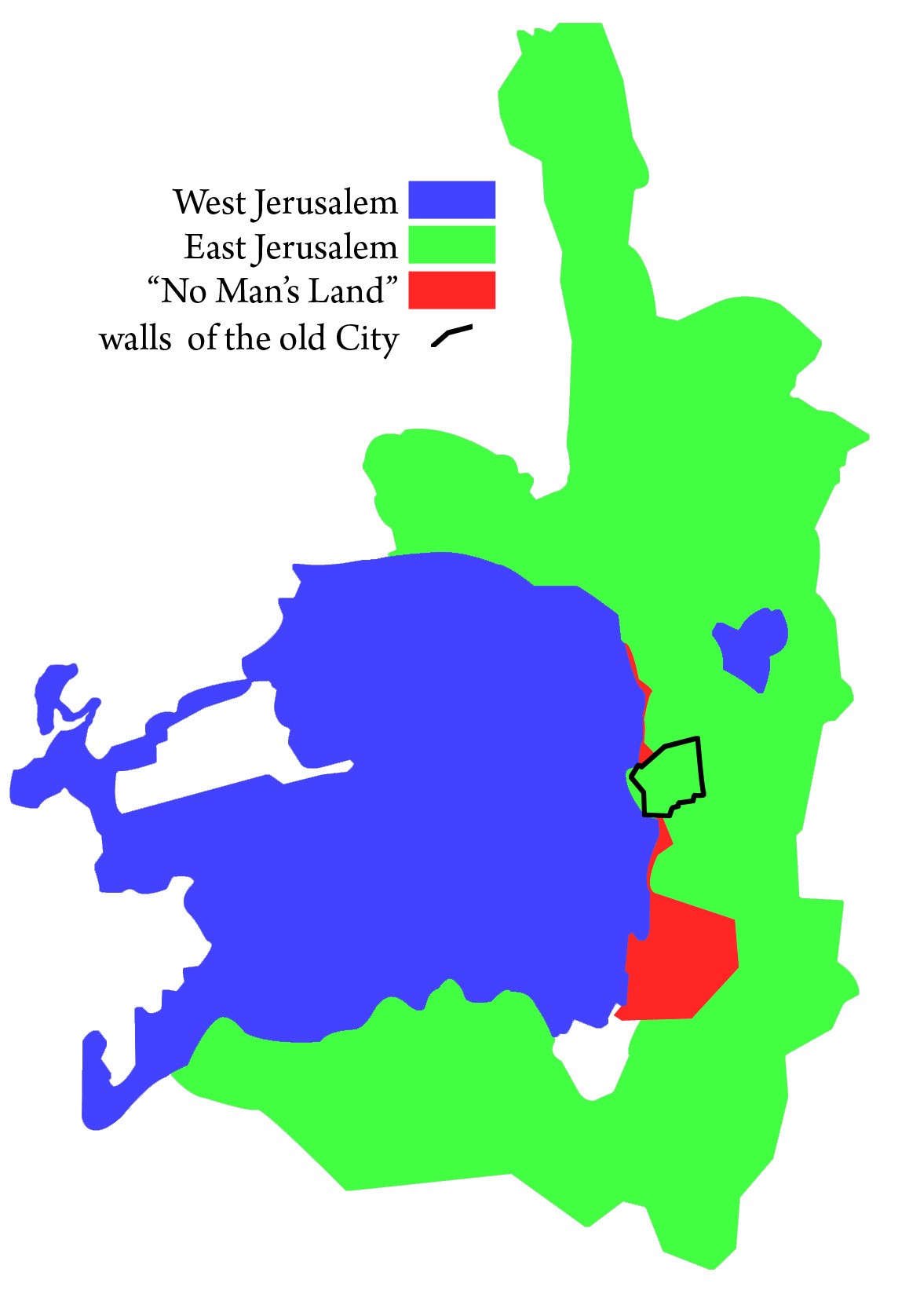
Suddivisione dell'area municipale di Gerusalemme nel 2010

La questione dello status di Gerusalemme è uno dei punti nodali del processo di pace israelo-palestinese.
Tuttavia l'importanza simbolica della città per le tre grandi religioni monoteiste, unitamente alla varietà di composizione della popolazione, alla sua peculiarità storica ed all'importanza di luoghi considerati patrimonio dell'umanità, rendono la ricerca di una soluzione ancora più complessa, allargando lo scenario del problema all'intera comunità internazionale.
Per quanto riguarda il processo di pace, negli ultimi due decenni sono stati fatti importanti tentativi per definire uno status permanente della regione, e dunque in particolare di Gerusalemme; tuttavia, i complessi negoziati fra Israele ed ANP/OLP, seguendo il principio del nothing is agreed until everything is agreed («nessun accordo finché non c'è un accordo su tutto»), finora non hanno portato ad alcun accordo. Per contro, l'amministrazione e la fruibilità dei luoghi sacri sono state finora regolamentate da atti unilaterali di Israele o da accordi bilaterali tra questo ed enti religiosi; ma si tratta sostanzialmente di soluzioni ad hoc: il quadro generale rimane incompleto e provvisorio - se non addirittura insoddisfacente per alcune delle parti. Da un punto di vista simbolico i due aspetti del problema, segnatamente la questione israelo-palestinese e la questione dei luoghi sacri, si intrecciano indissolubilmente nella annosa disputa su Monte del Tempio/Spianata delle moschee; la complessità dei legami tra le questioni politiche, nazionali, etniche e religiose rende particolarmente difficile la ricerca di una soluzione basata solo sul diritto internazionale.
Allo stato attuale Israele ha il controllo di tutta la città, tuttavia su Gerusalemme ci sono posizioni molto divergenti:
- Israele rivendica l'intera Gerusalemme, inclusa Gerusalemme Est, come la sua "completa e unita" capitale; secondo la giurisprudenza israeliana, Gerusalemme è la capitale de facto dello stato di Israele;[8]
- L'ANP rivendica Gerusalemme Est (in arabo al-Quds, ossia "la Santa") come capitale del futuro stato arabo di Palestina;
- de iure, la maggior parte dei membri dell'ONU[9] e delle organizzazioni internazionali non riconosce l'annessione ad Israele di Gerusalemme Est, né riconosce Gerusalemme come capitale di stato; la maggior parte delle ambasciate estere in Israele si trova nel distretto di Tel Aviv.

## Aspetti della controversia

### Gerusalemme città sacra
Gerusalemme - in particolare la sua città vecchia - ha caratteristiche uniche rispetto ad altri territori contesi, poiché sacra per i fedeli di tre religioni: 
- storico simbolo della patria ebraica, luogo dove fu eretto il Tempio di Gerusalemme (l'edificio sacro più importante per la religione ebraica), nonché capitale del Regno di Giuda e Israele dal 1000 a.C. circa e del Regno di Giuda dal 933 a.C. al 597 a.C.;
- sacra per i cristiani poiché luogo in cui per loro Gesù Cristo ha vissuto e sofferto gli ultimi momenti della propria vita terrena, è stato sepolto e poi è risorto;
- sacra per i musulmani in quanto essi sostengono che Maometto vi sia giunto al termine d'un miracoloso viaggio notturno (isrāʾ) per ascendere poi al cielo pur rimanendo vivo (miʿraj).

Nel tempo questa sua peculiarità ha finito per determinare una profonda eterogeneità dal punto di vista etnico: una comunità ebraica è in Gerusalemme da migliaia di anni; nei primi secoli del cristianesimo Gerusalemme divenne il quarto patriarcato, e per secoli svariate chiese cristiane (in particolare quelle di rito orientale, la cui differenziazione è in qualche modo uno specchio della differenziazione etnica) hanno ininterrottamente conservato un proprio presidio in loco; per oltre mille anni, sebbene senza soluzione di continuità (a causa delle conquiste crociate) la città è stata prima araba poi ottomana.
Sebbene possa riguardare un'area relativamente poco estesa rispetto alle dimensioni dell'attuale municipaltà gerosolimitana, la problematica relativa ai luoghi sacri ha un'enorme importanza dal punto di vista simbolico per ciascuna delle tre religioni abramitiche.

La questione prettamente legata all'esercizio del culto - fruibilità, controllo, proprietà (da parte di soggettività private) dei luoghi sacri, ecc. - è di natura più che altro amministrativa; in generale Israele ha sempre dichiarato di voler rispettare le libertà di culto e pellegrinaggio, rappresentando l'attuazione di un atteggiamento sostanzialmente tollerante verso i vari credi come uno dei fiori all'occhiello delle sue politiche. Particolare importanza ha rivestito la decisione di rinnovare la validità dello Status Quo, che disciplina l'utilizzo dei luoghi più sacri per la cristianità.

Tuttavia la questione è intrinsecamente relata ai piani politico, giuridico e diplomatico, da un lato coinvolgendo altri soggetti internazionali, tra cui la Santa Sede, dall'altro i luoghi sacri essendo stati più volte oggetto di atti legislativi, dichiarazioni d'intenti e risoluzioni da parte di diversi enti. La stessa idea di internazionalizzazione, prima abbozzata da varie commissioni britanniche, poi adottata nel piano di partizione dell'ONU, ha le sue radici - prim'ancora che nella particolare composizione etnica - proprio nella sua natura di città sacra.

### Sovranità e riconoscimento internazionale
Di fondamentale rilevanza nel contesto del processo di pace e della determinazione dello status permanente della zona, è il problema della sovranità territoriale.
Gerusalemme per due volte è stata teatro di guerra tra arabi ed israeliani, e nel tempo diversi soggetti del diritto internazionale hanno avuto il controllo e/o rivendicato la propria sovranità su una parte o sulla totalità della città; in particolare, negli ultimi vent'anni le rivendicazioni dei due attori principali, Israele e l'OLP-ANP, sono risultate finora inconciliabili; la posizione prevalente della comunità internazionale è quella di ritenere acquisita la sovranità di Israele sulla settore occidentale della città, e di considerare il settore orientale (al pari del resto della Cisgiordania) territorio occupato su cui vige la IV convenzione di Ginevra del 1949, con Israele potenza occupante.
La sovranità di Israele su Gerusalemme Ovest si è ormai considerata un fait accompli dalla comunità internazionale; questa idea è rintracciabile anche nei comportamenti dei paesi arabi e dalla stessa ANP. Rispetto a Gerusalemme Est la posizione internazionale è stata molto meno acquiescente, in ragione della norma che vieta ogni annessione ottenuta con l'uso della forza.
I documenti ufficiali delle Nazioni Unite sulla questione sono molto numerosi; in particolare per quanto riguarda Gerusalemme Est sono significative le risoluzioni: SC-298 del 25 settembre 1971, SC-476 del 30 giugno 1980, SC-478 del 20 agosto 1980, GA-48/158 D del 20 dicembre 1993, AG-52/65 ed AG-52/66 del 10 dicembre 1997. La Corte internazionale di giustizia ha definito, nel caso della parte orientale della città, Israele quale potenza occupante.
Un aspetto del problema, di natura diplomatica e politica, riguarda il riconoscimento internazionale della proclamazione di Gerusalemme a capitale dello Stato di Israele; sin dal 1949-50 lo stato di Israele ha proclamato Gerusalemme - o meglio il settore ovest di Gerusalemme, a quel tempo controllato da Israele - sua capitale; la reazione della comunità internazionale a quella decisione fu in generale orientata su una posizione di non riconoscimento; il problema si è aggravato quando, dopo che nel 1967 Israele ebbe assunto il controllo della Cisgiordania, e successivamente varato una serie di provvedimenti volti ad unificare l'amministrazione della municipalità, nel 1980 la Knesset ha proclamato la città "completa e unita" capitale di Israele; poiché questo atto venne interpretato come una forma di annessione de jure di Gerusalemme Est, il Consiglio di Sicurezza dell'ONU deplorò immediatamente quella decisione e la comunità internazionale si è successivamente orientata in maniera ancora più unanime verso il non riconoscimento. Attualmente solo l'ambasciata statunitense si trova entro i confini della regione attorno alla città per cui il piano di Partizione avrebbe previsto l'internazionalizzazione.
Tali posizioni da parte della comunità internazionale volte a non riconoscere l'annessione territoriale di Gerusalemme Est allo stato di Israele, sono generalmente interpretate dalla pubblicistica e dalla stessa diplomazia israeliana anche come un atto di non riconoscimento politico dello status di capitale della città. Il 6 dicembre 2017 il presidente statunitense Donald Trump ha ufficialmente riconosciuto Gerusalemme come capitale dello stato di Israele e l'ambasciata statunitense è stata spostata da Tel Aviv a Gerusalemme il 14 Maggio 2018.

## Storia

### Riepilogo storico a partire dal mandato Britannico
Le controversie internazionali sullo status della città risalgono alla fine del mandato, che i britannici avevano ricevuto dalla Società delle Nazioni nel 1922. A partire dal 1936 il Regno Unito iniziò a prendere in considerazione la soluzione a due stati; furono proposti diversi piani di partizione per la Palestina (Commissione Peel nel 1937, Commissione Woodhead del 1938 e Conferenza di St. James del 1939), che non ebbero alcun esito; in tutte queste ipotesi di divisione il territorio di Gerusalemme e parte della regione circostante (principalmente in direzione del mare) rimanevano comunque sotto il controllo mandatario.
Il mandato formalmente cessò con lo scioglimento della Società delle Nazioni, ma i britannici continuarono ad amministrare la regione. Nell'impossibilità di mediare tra le ambizioni arabe ed ebraiche, ed in conseguenza delle crescenti tensioni, nel febbraio 1947 i britannici annunciarono la propria volontà di disimpegnarsi:
(E. Bevin, dichiarazione alla House of Commons, 18 febbraio 1947)
così la questione fu rimessa nelle mani della neonata Organizzazione delle Nazioni Unite.
Il regime internazionale (corpus separatum), originariamente previsto dall'ONU per la città di Gerusalemme nel quadro del Piano di partizione della Palestina cisgiordana, venne formalizzato nella risoluzione 181 dell'Assemblea generale delle Nazioni Unite, approvata il 29 novembre 1947. La popolazione della città di Gerusalemme, in base alle stime dell'UNSCOP (il comitato dell'ONU che aveva analizzato la situazione in Palestina ed aveva quindi proposto la soluzione a due stati poi adottata con la risoluzione 181) relativi alla fine del 1946, era composta da 100000 ebrei (pari al 49% della popolazione cittadina) e 105000 persone di origine araba o differente (51%). La popolazione di Gerusalemme era all'incirca l'11% della popolazione totale della Palestina del 1946, stimata in 1846559 abitanti, di cui 65% arabi e 33% ebrei.
All'indomani dell'approvazione del piano, accettato, con poche eccezioni, da parte ebraica e respinto sia da parte degli arabi di Palestina che dai paesi arabi, scoppiò una guerra civile che finì poi per coinvolgere tutti gli stati della regione; la guerra si concluse nella primavera del 1949 con accordi armistiziali bilaterali stipulati tra Israele e le controparti egiziana, giordana, libanese e siriana. Le linee di demarcazione tra Israele e gli stati limitrofi sancite in questi accordi, che inevitabilmente ricalcavano le posizioni dei vari eserciti al momento del cessate il fuoco, erano - ad eccezione di quella col Libano - pensate come provvisorie, e non avrebbero in alcun modo costituito alcun tipo di vincolo per la determinazione delle future linee di confine de jure. In particolare, Gerusalemme era attraversata dalla linea di demarcazione tra Giordania ed Israele: la parte ovest della città, comprendente le zone di più recente edificazione, ed a maggioranza ebraica, era sotto il controllo dello Stato di Israele, mentre la parte est, comprendente la città vecchia, ed a maggioranza araba, era sotto controllo del Regno di Giordania.
L'11 maggio 1949 Israele fu ammesso nelle Nazioni Unite, mediante una risoluzione che richiamava esplicitamente la 181, e prendeva nota degli impegni in proposito presi dal rappresentante israeliano.
Il 9 dicembre 1949 l'ONU ribadì l'internazionalizzazione di Gerusalemme nella risoluzione 303 dell'Assemblea generale, che però Israele giudicò irricevibile. La città fu dunque proclamata capitale di Israele nel dicembre 1949, e dall'inizio del 1950 Israele vi trasferì gli uffici istituzionali.
Dal 1948 al 1967, la città è stata divisa in due zone, fino a quando, in seguito alla guerra dei sei giorni, Israele acquisì il controllo dell'intera città.
Il 30 luglio 1980 il parlamento israeliano promulgò la cosiddetta Jerusalem Law, una legge fondamentale (un atto legislativo che, negli stati dotati di una costituzione, va considerato equipollente ad un atto costituzionale) che era una proclamazione de jure della capitalità della città "completa ed unita".
Tali proclamazioni non sono state riconosciute come valide dalle maggiori autorità internazionali, e sono state condannate da Risoluzioni ONU non vincolanti e sentenze di corti internazionali, poiché la città di Gerusalemme comprende territori non riconosciuti come israeliani dal diritto internazionale. La Corte internazionale di giustizia ha confermato nel 2004 che i territori occupati dallo Stato di Israele oltre la "Linea Verde" del 1967 continuano ad essere "territori occupati" e dunque con essi anche la parte est di Gerusalemme.
Nel maggio 2007, in occasione dei festeggiamenti per il quarantesimo anniversario della riunificazione della città, ha creato sconcerto nel mondo politico israeliano l'assenza di rappresentanze diplomatiche alla cerimonia di Stato. Il primo a declinare l'invito fu il rappresentante tedesco, seguito da quello statunitense. Il sindaco Lupolianski reagì rifiutando la necessità di un riconoscimento internazionale, mentre membri della Knesset auspicarono che lo status di capitale potesse essere internazionalmente riconosciuto in futuro

### Gerusalemme nel processo di pace
La questione Gerusalemme è stata un punto critico sin dai colloqui israelo-egiziani del 1978. Nella preparazione della cornice di pace presentata in quel contesto, in riferimento allo status di Gerusalemme Est Begin aveva respinto con forza l'etichetta di "territori occupati il cui status definitivo sarebbe stato da negoziare". Il mediatore propose quindi un accordo secondo il quale sarebbe stata adottata una formula più vaga, facendo «riferimento, senza citarli, a precedenti prese di posizione [americane] in cui Gerusalemme Est era definita "territorio sotto occupazione", soggetto alla Convenzione di Ginevra del 1949».
Nelle fasi iniziali delle trattative tra Israele ed OLP il problema fu posposto. In particolare alla firma della Dichiarazione di princìpi con Arafat il 13 settembre del 1993, il leader israeliano Rabin, ben conscio della difficoltà della questione, decise di rimandare i negoziati sulla città "a tempi migliori".
La spinta maggiore alla convocazione del Summit di Camp David del 2000 fu, da parte statunitense, proprio l'apprendere delle inaspettate concessioni che il premier israeliano Barak si era dichiarato disponibile a concedere riguardo a Gerusalemme Est; tuttavia proprio sulla Città Santa si manifestarono contrasti tra i più accesi, che impedirono il raggiungimento di un accordo: veti reciproci impedirono lo "storico passo" e contribuirono allo scoppio della seconda intifada.
L'anno successivo al Summit di Taba Israele, pur aumentando significativamente le concessioni sulla Cisgiordania, mantenne la stessa linea su Gerusalemme e sul problema dei rifugiati, dunque si pervenne nuovamente ad un nulla di fatto.
Sia a Camp David che a Taba, la divisione del Monte del Tempio, simbolo di identità nazionale oltre che religiosa per entrambi i popoli, sembra aver costituito l'elemento di più difficile conciliazione.

## Posizione di Israele
Alcuni giuristi israeliani sostengono che la sovranità di Israele su Gerusalemme Est e sull'intera Cisgiordania è legittima dal momento che la Giordania non aveva precedentemente alcuna legittima sovranità su quei territori, e pertanto Israele ha legittimamente proceduto a "riempire quel vuoto" quando fu attaccato dalla Giordania nel corso della guerra dei sei giorni. La sovranità israeliana su "Gerusalemme Ovest" è risultato di un simile "vuoto" venuto a determinarsi al termine del Mandato britannico della Palestina, laddove anche durante la guerra arabo-israeliana del 1948 le azioni delle forze ebraiche in quel quadrante furono di autodifesa.
Nel 1980, la Knesset ha approvato una Legge Fondamentale, che ha il valore di un principio costituzionale, essendo Israele uno stato a costituzione non scritta. La legge del 1980 ha il nome di "Legge Fondamentale: Gerusalemme capitale di Israele" che proclama Gerusalemme la capitale ufficiale dello stato. La legge ha quattro articoli; primo: "Gerusalemme, unita ed indivisibile, è la capitale di Israele"; secondo: "Gerusalemme è la sede del capo di stato, della Knesset, del governo e della suprema corte"; il terzo tratta della protezione dei "Luoghi Sacri" mentre il quarto di faccende amministrative.
In accordo con la legge del 1980, tutti gli organi sovrani di Israele sono situati a Gerusalemme.

## Posizione palestinese
I palestinesi rivendicano Gerusalemme (al-Quds) come capitale di un futuro Stato palestinese. Nella Dichiarazione di Indipendenza della Palestina, proclamata dall'OLP nel 1988, si stabilisce che Gerusalemme deve essere la capitale dello Stato di Palestina.
Nel 2000 l'ANP ha promulgato una legge che designa Gerusalemme Est come tale, e nel 2002 questa legge è stata ratificata dal presidente Arafat. Secondo il ministero dell'Informazione dell'ANP, la posizione ufficiale su Gerusalemme include questi punti:
- Gerusalemme Est è un territorio occupato, in accordo con la risoluzione 242 del Consiglio di Sicurezza dell'ONU, ed è parte di quel territorio su cui uno Stato palestinese, quando sarà creato, eserciterà la sua sovranità.
- Secondo i trattati precedentemente stipulati con Israele, lo status di Gerusalemme (tutta, non solo Gerusalemme Est) è ancora da negoziare.
- Gerusalemme deve essere città aperta liberamente accessibile, e rimanere indivisa a prescindere dalla soluzione sulla questione della sovranità.
- Lo Stato palestinese si impegnerà per la libertà di culto ed agirà in modo da proteggere i luoghi di importanza religiosa.

Presso l'Orient House, a Gerusalemme Est, è stata operativa, semi-clandestinamente negli anni '80 e apertamente negli anni '90, la sede locale dell'OLP, successivamente ufficio di Faysal al-Husayni, ministro per le Questioni di Gerusalemme dell'ANP. La sede, ultima istituzione palestinese funzionante a Gerusalemme, è stata chiusa dalle autorità israeliane nell'agosto 2001, il giorno seguente ad un attentato terroristico rivendicato sia da Hamas che dalla Jihad Islamica.

## Posizione della Giordania
La Giordania ha avuto il controllo de facto della Cisgiordania, e dunque della parte est della città, nel periodo che va dagli accordi armistiziali del 1949 sino alla guerra dei sei giorni del 1967. Nel 1950 la Giordania decise l'annessione della Cisgiordania, ottenendo scarso riconoscimento internazionale.
Il 31 luglio 1988 re Hussein di Giordania annunciò ufficialmente il disimpegno giordano, dunque la cessazione da parte giordana di ogni obbligo amministrativo sulla Cisgiordania, esprimendo altresì l'auspicio che, in accordo col principio di autodeterminazione dei popoli, su quelle stesse terre potesse sorgere uno stato palestinese. La posizione giordana sulla Cisgiordania, e di conseguenza sulla parte Est di Gerusalemme, resta di difficile interpretazione, in particolare non c'è accordo sulle implicazioni di quella dichiarazione a proposito delle rivendicazioni di sovranità.

## Posizione dell'ONU
Favorevoli
     Contrari
     Astenuti
     Non votato

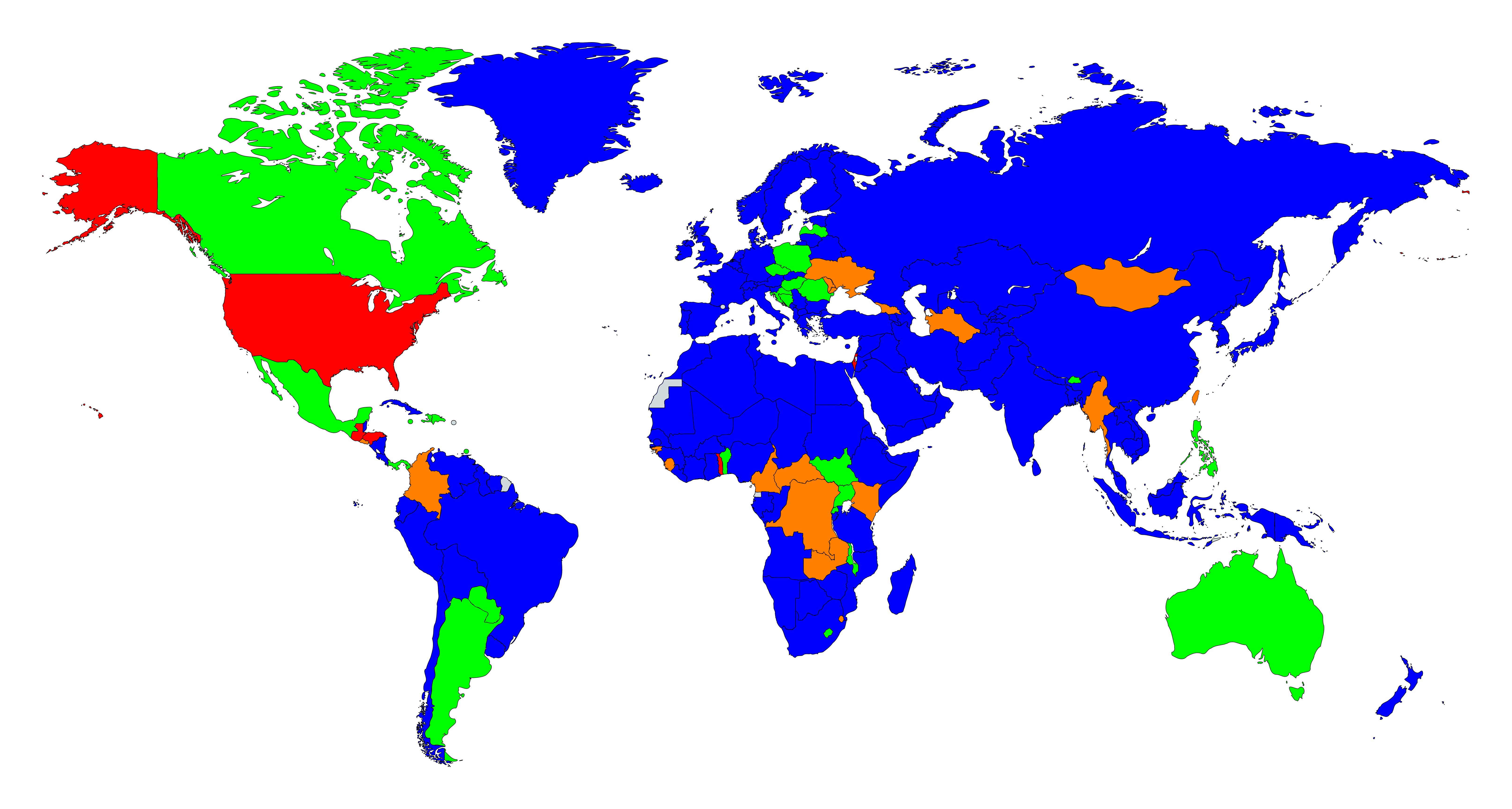
Voti espressi dai Paesi ONU nella risoluzione di condanna sullo spostamento dell'ambasciata USA a Gerusalemme il 21 dicembre 2017.
Favorevoli
Contrari
Astenuti
Non votato

Le Nazioni Unite tramite i propri organi si sono espresse riguardo allo status di Gerusalemme in diverse occasioni. 
In previsione del termine del mandato britannico della Palestina, una prima relazione, affidata all'UNSCOP, comitato costituito appositamente nel 1947 per elaborare il piano di partizione della Palestina, raccomandò la creazione di una zona internazionale nella quale la città fosse compresa. Il 29 novembre l'Assemblea generale adottò il piano tramite la risoluzione 181, non vincolante, specificando come la città di Gerusalemme dovrà essere instaurata come corpus separatum sotto un regime speciale internazionale e dovrà essere amministrata dalle Nazioni Unite.
Sei successive risoluzioni del Consiglio di Sicurezza dell'ONU hanno denunciato o dichiarato non validi i tentativi di Israele di controllare e/o unificare la città; tuttavia nessuna di esse fa capo al Capitolo VII dello Statuto delle Nazioni Unite; questo tipo di risoluzioni, oltre a non poter essere rese esecutive con l'uso della forza, sono in genere ritenute non vincolanti dal punto di vista del diritto internazionale.
In particolare con la risoluzione non vincolante n. 478 del 1980 (passata con 14 voti favorevoli e l'astensione degli USA) il Consiglio di Sicurezza ha:
- dichiarato la legge fondamentale del 1980 "nulla e priva di valore legale, e da ritirarsi immediatamente" perché mirante ad "alterare la natura e lo status di Gerusalemme";
- invitato tutti gli stati membri ad accettare questa decisione;
- invitato quegli stati membri con delle missioni diplomatiche a Gerusalemme a ritirarle da lì.

Prima della risoluzione i paesi che avevano stabilito la loro ambasciata a Gerusalemme erano 13: Bolivia, Cile, Colombia, Costa Rica, Ecuador, El Salvador, Guatemala, Haiti, Paesi Bassi, Panama, Repubblica Dominicana, Uruguay, Venezuela. Accogliendo la risoluzione tutti spostarono la loro ambasciata a Tel Aviv. Costa Rica ed El Salvador trasferirono nuovamente le rispettive ambasciate a Gerusalemme nel 1984, per poi riportarle a Tel Aviv nel 2006. Al momento nessuna ambasciata internazionale è a Gerusalemme, benché quelle di Paraguay e Bolivia sono a Mevaseret Zion, un sobborgo 10 km ad ovest della città.
Il Congresso degli Stati Uniti ha richiesto da diversi anni lo spostamento dell'ambasciata USA da Tel Aviv a Gerusalemme, ma nessuno dei governi succedutisi ha messo in atto la decisione.
Su 83 ambasciate presenti nel 2008 in Israele, 64 (77%) si trovano a Tel Aviv, 10 (12%) a Ramat Gan (città presso Tel Aviv), 5 (6%) a Herzliya (città presso Tel Aviv), 2 (2,4%) a Herzliya Pituah (sobborgo marino di Herzliya), 2 (2,4%) a Mevaseret Zion (un insediamento israeliano retto da un Local council, ente amministrativo territoriale - ve ne sono 144 in Israele - simile in struttura a un municipio, ma non ancora tale, non raggiungendo la popolazione minima necessaria per esserlo secondo la legge israeliana; si trova nel Distretto di Gerusalemme, a circa 10 km dalla città di Gerusalemme, lungo l'autostrada che la collega a Tel Aviv). In totale, 81 ambasciate su 83 (97,6%) si trovano nel Distretto di Tel Aviv e solo due (Paraguay e Bolivia) in quello di Gerusalemme, ma fuori dalla città di Gerusalemme. (Fonte).
I Paesi Bassi conservano un ufficio a Gerusalemme. Grecia, Italia, Regno Unito e Stati Uniti hanno a Gerusalemme dei Consolati Generali - il Console Generale prende contatto con l'amministrazione locale di Gerusalemme e non con le autorità politiche israeliane. Dal momento che il presidente riceve gli accrediti dei diplomatici stranieri e risiede a Gerusalemme, per presentare le proprie credenziali, all'atto dell'assunzione del loro incarico, gli ambasciatori devono recarsi da Tel Aviv a Gerusalemme.
Ancora il 7 ottobre 2000 il Consiglio di Sicurezza delle Nazioni Unite approvando la Risoluzione 1322 (2000) ha confermato come le precedenti Risoluzioni 476 (1980) del 30 giugno 1980, 478 (1980) del 20 agosto 1980, 672 (1990) del 12 ottobre 1990 e 1073 (1996) del 28 settembre 1996, e "tutte le proprie altre Risoluzioni rilevanti" restino in vigore, nonostante siano non vincolanti. La medesima Risoluzione, riferendosi a fatti avvenuti a "Gerusalemme" (senza limitarne l'estensione alla sola Gerusalemme Est), definisce Israele "Potenza occupante" e la richiama - come tale - ai propri obblighi ex IV convenzione di Ginevra; tale posizione è stata riaffermata dalla Corte internazionale di giustizia in una sua opinione ufficialmente espressa nel 2004. Le Risoluzioni richiamate, in particolare la Risoluzione 478, richiamando altre precedenti Risoluzioni in materia, afferma a propria volta - in termini netti ed in base al Diritto Internazionale plasmato dallo stesso Statuto delle Nazioni Unite - che è (Ris. CdS 476) "inammissibile l'acquisizione di territorio con la forza" (avvenuta, nel caso di Gerusalemme, a seguito della guerra dei sei giorni) e, censurandone nei termini più severi i contenuti, stabilisce che tutte le misure amministrative e legislative intraprese da Israele e volte ad alterare lo status di Gerusalemme, inclusa la "legge base" Israeliana che dichiara Gerusalemme quale propria capitale, costituiscono una "violazione del Diritto internazionale" e, pertanto, sono dichiarate "nulle e prive di validità" e "da rescindere". Conseguentemente, il Consiglio di Sicurezza dell'ONU ha richiamato tutti i membri ONU a "(a) accettare tale decisione e (b) a ritirare le proprie missioni diplomatiche presso Israele che fossero presenti a Gerusalemme". Tale ritiro è effettivamente avvenuto, anche di quegli Stati che avevano proprie ambasciate presso Israele a Gerusalemme. Il 21 dicembre 2017 L'Assemblea generale delle Nazioni Unite si è espressa contro la decisione statunitense di spostare l'ambasciata USA a Gerusalemme: sebbene il voto dell'Assemblea generale non sia vincolante, ha comunque una forte impatto politico.
La mancanza di una capitale di Israele riconosciuta come tale dall'ONU è rimarcata nella stessa cartografia da esso prodotta e distribuita, che non indica alcun centro quale capitale d'Israele (come ad esempio questa mappa del 2004 ove, pur non impegnando il Segretariato delle Nazioni Unite rispetto ai suoi contenuti, Gerusalemme è segnata semplicemente come "città" sede di "distretto", laddove Amman e Damasco sono segnate come "capitali" dei rispettivi Stati; vedi anche mappa del Mediterraneo sudorientale e mappa del Medio Oriente).

## Posizione dell'Unione europea
Secondo l'Unione europea la complessa questione di Gerusalemme dovrebbe essere equamente risolta nel contesto della soluzione a due stati proposta dalla Road Map (di cui è uno dei quattro proponenti), tenendo conto degli interessi politici e religiosi di tutte le parti coinvolte.
[...]
L'UE ha espresso anche preoccupazione per il fatto che le politiche attuate da Israele stanno riducendo la possibilità di raggiungere un accordo definitivo su Gerusalemme, e non rispettano né le condizioni imposte ad Israele dalla Road Map, né la legge internazionale.
[...]
L'UE si è anche appellata per la riapertura degli enti Palestinesi a Gerusalemme Est, in accordo con la Road Map, in particolare l'Orient House e la Camera di Commercio, ed ha fatto appello al governo di Israele perché sia posto termine ad ogni trattamento discriminatorio a danno dei Palestinesi residenti in Gerusalemme Est, in particolare riguardo a permessi di lavoro, accesso all'istruzione ed alla sanità, permessi edilizi, demolizioni di residenze, tasse ed investimenti»
(The EU & the Middle East Peace Process: FAQ, Commissione Europea)

## Posizione degli Stati Uniti
Il legislativo degli Stati Uniti d'America ha più volte preso posizione in merito alla questione.
Nel 1990 il Congresso ha adottato all'unanimità la risoluzione congiunta 106 del Senato che dichiara che il Congresso "crede fortemente che Gerusalemme deve restare una città indivisa, in cui i diritti di ogni gruppo etnico e religioso sono protetti"; questa affermazione è stata ribadita nel 1992 nella risoluzione congiunta 113 del Senato, approvata all'unanimità da Senato e Camera dei Rappresentanti; nel giugno 1993, 257 membri della Camera dei Rappresentanti hanno cofirmato una petizione al Segretario di Stato asserendo che "il trasferimento dell'ambasciata americana a Gerusalemme non deve avvenire oltre il 1999", mentre nel marzo 1995, 93 membri del Senato hanno cofirmato una petizione sempre al Segretario di Stato per l'implementazione urgente di quel trasferimento.
Nel 1995 il Congresso ha approvato il Jerusalem Embassy Act in cui il Congresso, richiamando i precedenti sopra elencati, prende atto che:
(Jerusalem Embassy Act, Sec. 2, FINDINGS (1-17))
e dichiara che:
(Jerusalem Embassy Act, Sec. 3, TIMETABLE, (a) Statement of the Policy of the United States)
Da allora ogni sei mesi lo spostamento dell'ambasciata da Tel Aviv viene rinviato dal Presidente, ogni volta ribadendo che il "Governo conferma l'impegno a dare inizio al processo di trasferimento a Gerusalemme della nostra ambasciata".

Come effetto dell'Embassy Act, sia i documenti ufficiali che i siti web ufficiali degli Stati Uniti fanno riferimento a Gerusalemme come alla capitale di Israele.
Nel 2003 è stato ribadito che:
(Foreign Relations Authorization Act dell'anno fiscale 2003, Sec. 214)
Tuttavia, i due presidenti degli Stati Uniti sinora succedutisi hanno sostenuto che le decisioni del Congresso riguardo allo status di Gerusalemme sono meramente "consultive"; in particolare, a proposito della sopracitata sezione 214 del Foreign Relations Authorization Act, George W. Bush ha sostenuto che:
(Dichiarazione del Presidente sul Foreign Relations Authorization Act dell'anno fiscale 2003)
La costituzione degli USA assegna la conduzione della politica estera al Presidente, ma il Congresso ha il cosiddetto "potere della borsa", ovvero vara le finanziarie e potrebbe pertanto vietare spese su ogni ambasciata eventualmente situata al di fuori di Gerusalemme. Al momento il Congresso non ha compiuto questo passo.
A Gerusalemme il Dipartimento di Stato dispiega un Consolato Generale.
Sul passaporto dei cittadini americani nati a Gerusalemme, in corrispondenza della voce relativa al loro paese natio compare l'indicazione "Jerusalem" in luogo di "Israel". Il Congresso nel 2002 ha approvato un disegno di legge per permettere ai cittadini americani di scegliere la dicitura "Israel" in relazione al paese di nascita; ma il Presidente non ha implementato queste disposizioni, giudicando l'atto consultivo e non impegnativo. Un simile disegno di legge fu proposto alla Camera dei Rappresentanti nel febbraio 2007, ma in data giugno 2007 non è ancora stato messo ai voti.
Il 5 giugno 2007 la Camera dei Rappresentanti ha approvato con voto espresso a voce la risoluzione congiunta 152, affermando che il Congresso:
1. si congratula con i cittadini di Israele per il quarantesimo anniversario della guerra dei Sei Giorni, in cui Israele ha sconfitto i suoi nemici che ambivano a distruggere lo Stato Ebraico;
2. si congratula con gli abitanti di Gerusalemme e con il popolo di Israele per il quarantesimo anniversario della riunificazione di tale storica città;
3. esprime apprezzamento verso gli stati di Egitto e Giordania, allora schierati contro Israele nella guerra dei sei giorni, per aver avuto negli anni a seguire la saggezza ed il coraggio di abbracciare una prospettiva di pace e coesistenza con Israele;
4. esprime apprezzamento nei confronti di Israele per il modo in cui la città indivisa di Gerusalemme è stata amministrata negli ultimi 40 anni, durante i quali Israele ha garantito i diritti di tutti i gruppi religiosi;
5. ribadisce il suo impegno riguardo agli accordi contenuti nel Jerusalem Embassy Act del 1995, ed invita il Presidente e tutti gli Stati dell'Unione ad attenersi ad essi;
6. richiama i Palestinesi ed i paesi Arabi ad unirsi ad Israele nei negoziati di pace per risolvere il conflitto Arabo-Israeliano, inclusa la realizzazione della prospettiva di due stati democratici, Israele e Palestina, che vivano fianco a fianco in pace e sicurezza.

Questa risoluzione è una proposta legislativa che non richiede la firma del presidente ma non ha valore di legge.
Il 6 dicembre 2017 il presidente degli Stati Uniti, Donald Trump, ha dato mandato al Dipartimento di Stato di organizzare il trasferimento dell'ambasciata degli USA, da Tel Aviv a Gerusalemme.

## Altre posizioni notevoli

### Santa Sede
La Santa Sede si è più volte espressa a favore di soluzioni che prevedano Gerusalemme come città internazionale sotto il controllo dell'ONU o di istituzioni legate a questa. Papa Pio XII fu tra i primi a portare avanti una simile proposta, fin dalla sua enciclica Redemptoris Nostri Cruciatus del 1949, e questa posizione fu successivamente ribadita durante i pontificati di Giovanni XXIII, Paolo VI e Giovanni Paolo II.

## Possibili soluzioni
Nel tempo sono state avanzate moltissime possibili soluzioni per la questione, alcune delle quali particolarmente creative.

### Libri
- (EN) Benny Morris, Vittime. Storia del conflitto arabo-sionista 1881-2001, traduzione di Stefano Galli, 1ª ed., RCS libri, collana BUR storia, 2003, ISBN 88-17-10756-5. URL consultato il 18 maggio 2009.
- (EN) Ruth Lapidoth, Moshe Hirsch, The Jerusalem question and its resolution: selected documents, Martinus Nijhoff Publishers, 1994, ISBN 0-7923-2893-0. URL consultato il 18 maggio 2009.
- (EN) Ruth Lapidoth, Moshe Hirsch; Deborah Housen-Couriel, Whither Jerusalem?, Jerusalem institute for Israel studies, Mekhon Yerushalayim, Martinus Nijhoff Publishers, 1995, ISBN 90-411-0077-6. URL consultato il 18 maggio 2009.
- (EN) Emma Playfair, International law and the administration of occupied territories, Oxford University Press, 1992, ISBN 0-19-825297-8. URL consultato il 18 maggio 2009.
- Franco Rizzi, Un Mediterraneo di conflitti: storia di un dialogo mancato, Meltemi Editore, 2004, ISBN 88-8353-325-9.

### Pubblicazioni
- Ugo Villani, Lo status di Gerusalemme nel diritto internazionale, in La Comunità internazionale, II, 1999. URL consultato il 18 maggio 2009.
- (EN) Ruth Lapidoth, Jerusalem — Past, present and future, vol. 48, n. 1, 1996,  pp. pp.9-33. URL consultato il 18 maggio 2009.
- Paolo Pieraccini, Elena Dusi, Gerusalemme: un accordo impossibile?, in Limes, Israele/Palestina, la terra stretta, I, 2001,  pp. pp.93-112.
- Janick Cingoli, Di chi è la Città Santa? Un contributo italiano, in Limes, Israele/Palestina, la terra stretta, I, 2001,  pp. pp.113-116.
- Alessandra Schiavo, La Vera Storia di Camp David, in Limes, Guerra santa in terra santa, II, 2002,  pp. pp.109-123.